# تيرني بني ھديل
بني هديل أو تيرني بني هديل إحدى بلديات دائرة المنصورة بولاية تلمسان الجزائرية.